# فوچا

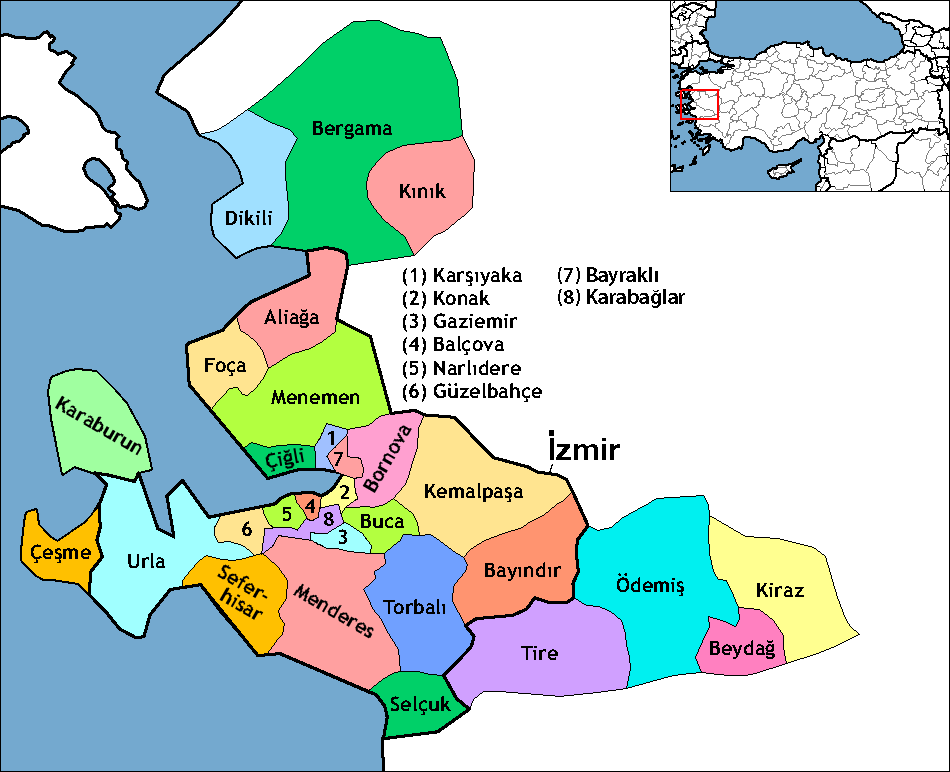
محل فوچا در ازمیر و ترکیه

فوچا (به ترکی استانبولی: Foça) برگرفته از (به یونانی: Φώκαια)) شهر و منطقه‌ای در استان ازمیر ترکیه است. 
فوچا شامل دو بخش اسکی فوچا (فوچای قدیمی) و ینی فوچا (فوچای جدید) می باشد. 

## تاش کوله
آرامگاهی به جا مانده از دوره هخامنشی در مسیر ازمیر به اسکی فوچا قرار گرفته است که در بین افراد محلی به تاش کوله (به ترکی استانبولی: Taş Kule) به معنای برج سنگی و مزار ایرانی (به ترکی استانبولی: Pers Mezar Anıtı) معروف است. این بنا همانند آرامگاه کورش بزرگ به شکل هرم است و برای ساخت آن از سنگ آهک استفاده شده است.

## فهرست گزیدهٔ منابع و مآخذ
- Dedeoglu, Hasan (2003), The Lydians and Sardis (به انگلیسی), Istanbul: A Turizm Yayinlari